# Epigenetică

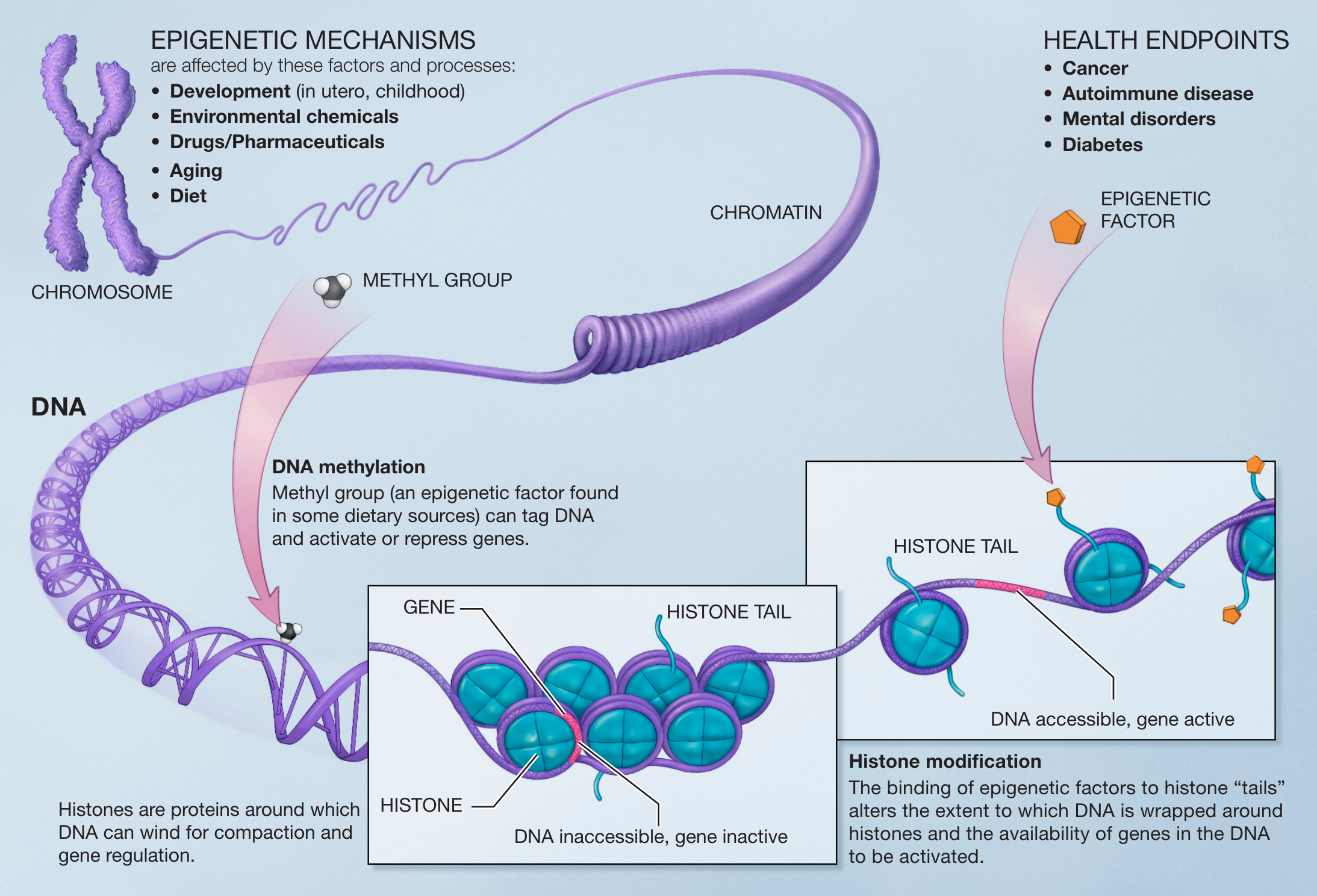
Mecanisme epigenetice

Epigenetica este ramura geneticii care studiază variația trăsăturilor fenotipice care sunt cauzate de aspecte ale mediului înconjurător, acestea schimbând comportarea genelor și afectând modul în care celulele le decodifică.  Astfel, studiul epigenetic are ca scop descrierea alterărilor dinamice din potențialul de transcripție al unei celule. Aceste alterări pot sau nu să fie ereditare, deși folosirea termenului de „epigenetică” este pentru a face referire la procese neereditare este controversată. 